# Christen Pedersen Aaberg
Christen Pedersen Aaberg, né le 15 septembre 1819 et mort le 17 octobre 1897, est un agriculteur danois et un homme politique. Il est membre du Folketing.

## Biographie
Fils de Peder Christensen Aaaberg (1796-1873), propriétaire de ferme, et de Maren Christensdatter (ca. 1794-1876), il participe à la guerre de trois ans (1848-50) et est à partir de 1860 le seul propriétaire de la ferme ancestrale, membre du conseil paroissial de Møborg à partir de 1853 avec quelques interruptions jusqu'à sa mort, son président à partir de 1855. Il se présente au Folketing de Lemvig en 1859, est élu en 1861 et représente la circonscription jusqu'à sa mort. Il est également membre du Riksråd en 1864-1866.
Il est à l'origine l'ami d'un fermier, il quitte J.A. Hansen pendant la lutte constitutionnelle de 1865-66. Hansen comme l'un des "sept paysans sages", et depuis lors est membre du parti du milieu et, à partir du milieu des années 1870, à la droite. Il n'est pas un grand orateur et ne devient jamais un leader de la grande politique, mais il a de solides connaissances factuelles dans son domaine et est membre de la commission parlementaire des finances 1868-77, 1879-84 et 1887-97. Il s'intéresse particulièrement aux chemins de fer (il joue un rôle majeur dans la loi sur le chemin de fer Vemb-Lemvig de 1874 et dans la mise en œuvre du chemin de fer Lemvig-Thyborøn en 1894), à la protection des côtes, aux landes et aux plantations, à la navigation sur le Limfjord, à la sortie du fjord Ringkøbing, etc. et est considéré comme une autorité sur ces questions dans sa région. Il est proche de Lars Dinesen toute sa vie, participe aux négociations de l'accord de paix de 1893-94 et est en 1897 l'un de ceux qui, au sein de la droite, sont le plus désireux de préserver le ministère Reedtz-Thott. En 1890, il devient le premier vrai paysan à être fait chevalier de l'ordre de Dannebrog.
Il épouse le 8 décembre 1851 à Møborg avec Kirstine Zilstorff (9 septembre 1816 à Agergaard, paroisse de Bøvling - 5 février 1903 à Aabergaard), fille du musicien, puis propriétaire, Niels Sørensen Zilstorff (vers 1778-1843) et de Hanne Harpøth (1789-1848).
Il est inhumé à Møborg. Un monument à sa mémoire est érigé à Lemvig en 1899. Il est représenté dans un portrait en bronze en relief sur la pierre tombale en 1907 et dans des gravures sur bois contemporaines, dont une de 1877.

## Distinctions
- Chevalier de l'ordre de Dannebrog

#### Dansk biografisk leksikon
- (da) Michael Pedersen Friis, « Aaberg, Christen Pedersen », dans Dansk biografisk leksikon, vol. 1, 1re édition, 1887 (lire en ligne), p. 1
- (da) « Aaberg, Christen Pedersen », dans Dansk biografisk leksikon, vol. 1, 2e édition, 1933 (lire en ligne), p. 1
- (da) « C. Aaberg », dans Dansk biografisk leksikon, 3e édition, 1979 (lire en ligne)

#### Presse écrite
- (da) « ? », Ringkjøbing Amts Avis,‎ 18 octobre 1897
- (da) « ? », Holstebro Avis,‎ 18 et 25 octobre 1897